# 水華束絲藻
水華束絲藻（Aphanizomenon flos-aquae，簡稱AFA）是一種在淡水生活的可食用藍綠藻品種，是一種地球上最早發現的藍綠藻，常見於水华，因而得名。水華束絲藻含有毒的及無毒的變種，當中大多數都是有毒的，含有肝毒素及神經毒素，但不含麻痹性贝毒毒素。
日常保健食品中的束絲藻，通常都指束絲藻屬的本品種的無毒變種。由於藻絲體含有大量神經傳遞素苯乙胺（Phenylethylamine），能增加人體腦部的多巴胺水平，進而促進內啡肽循環，使束絲藻成為一種現時的時興健康食品原材料。此外，有些商品更聲稱束絲藻可增加身體的免疫能力，可促進幹細胞增生，以達至更新及修復身體各部位的功效。現時市面上的束絲藻商品，除了在中國大陸生產的以外，絕大多數均從美國俄勒岡州南部克拉馬斯縣的上克拉馬斯湖收採。由於水華束絲藻的營養價值很容易流失，收採後的束絲藻都會立即冷藏，並立即送到湖邊的處理工程制成商品。

## 參看
- 螺旋藻
- 褐藻醣膠